# Sary-kum

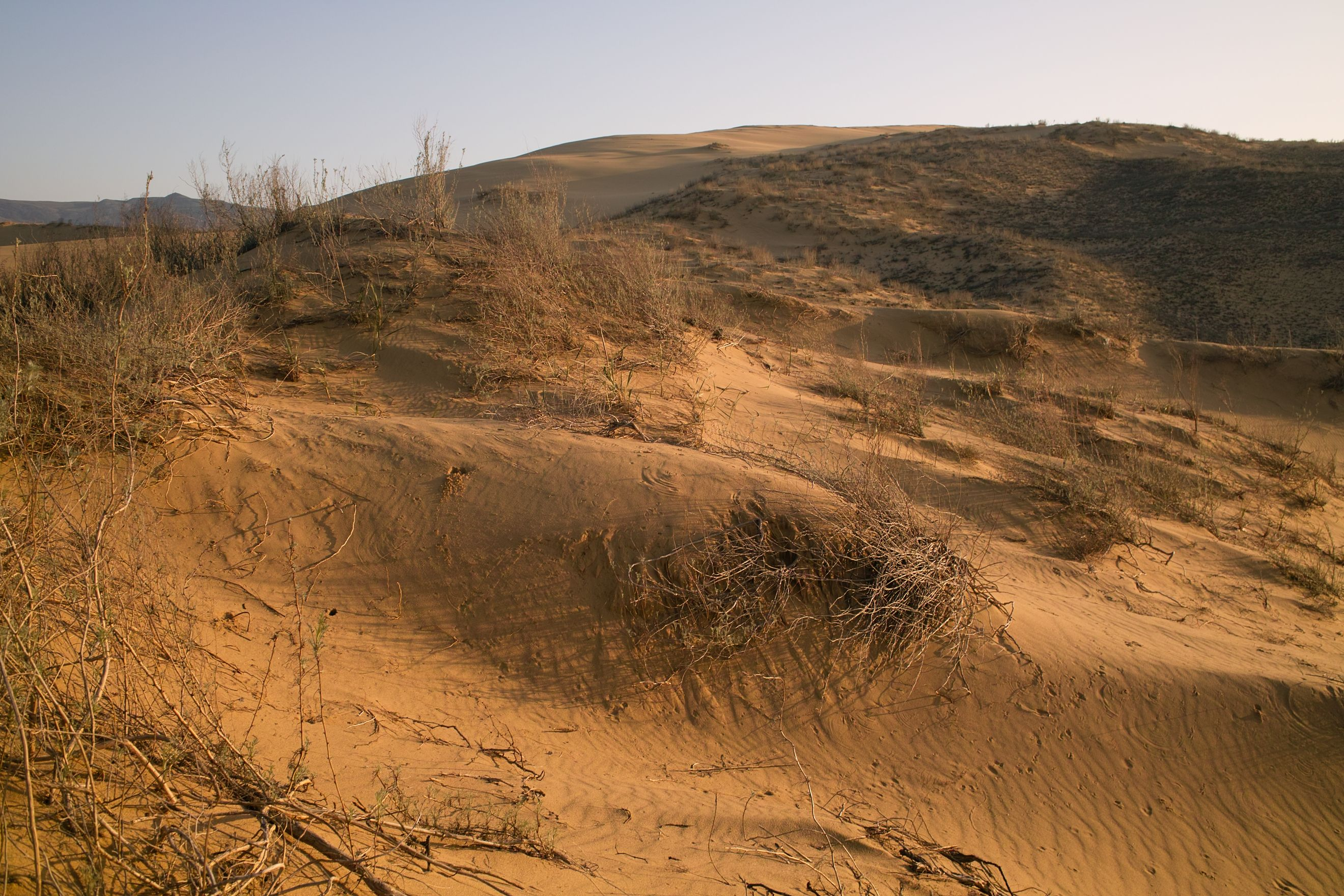
Wydma Sary-kum w Rezerwacie Dagestańskim

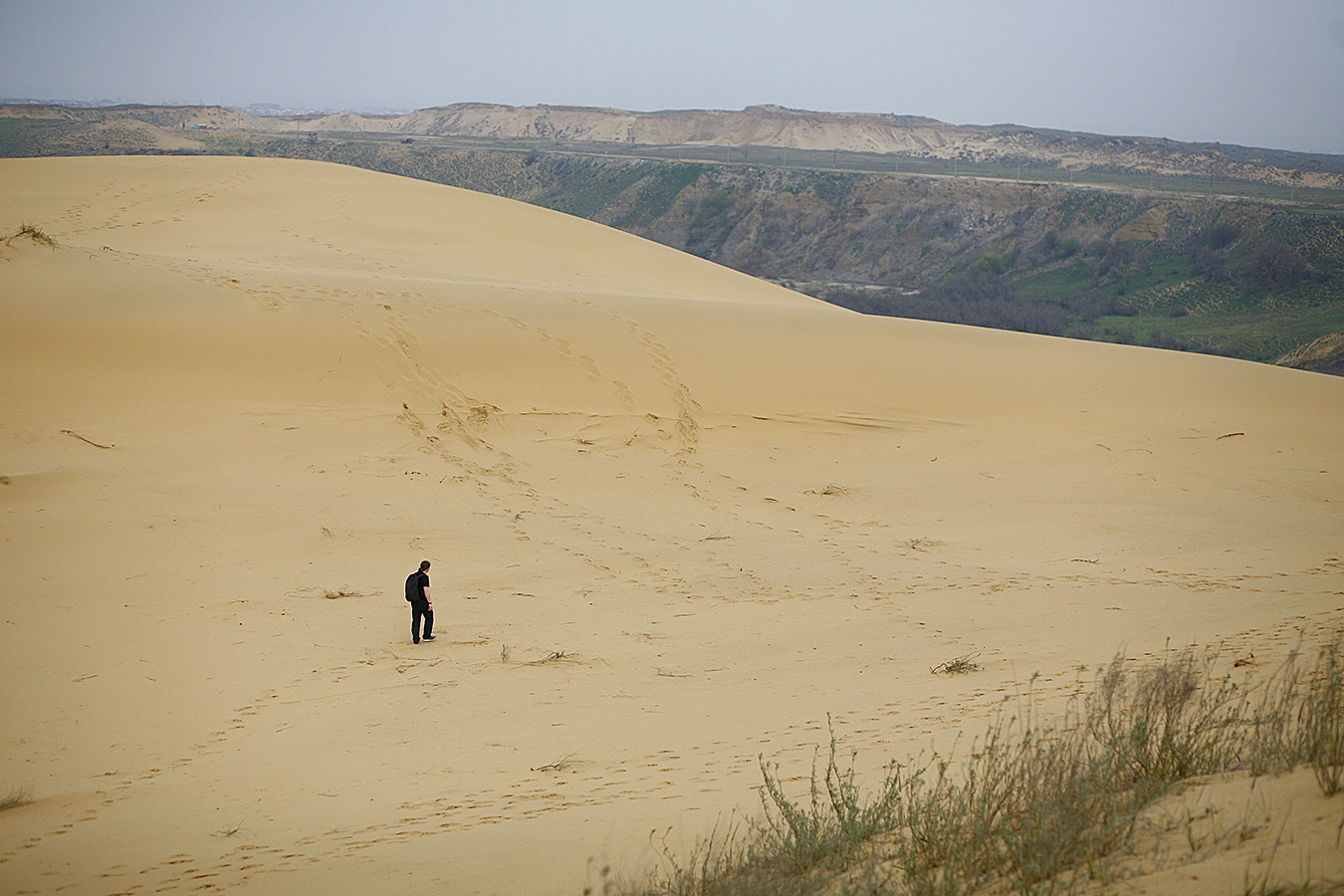
Wydma Sary-kum

Sary-kum (ros. Сары-Кум; z turkm. Sarigum, dosł. „żółty piasek”) – jedna z największych wydm w Eurazji, znajdująca się w pobliżu północno-zachodniego brzegu Morza Kaspijskiego w Dagestanie, w Rejonie Kumtorkalińskim, w odległości 18 km na północny zachód od Machaczkały. Jest najwyższą wydmą całego systemu wydmowego, znanego pod nazwą Sarykumskije Barchany (ros. Сарыкумские барханы), leżącego u podstawy północnych zboczy grzbietu Narat-Tiube (ros. Нарат-Тюбе), na lewym brzegu rzeki Szura-Ozień (ros. Шура-Озень).
Wydma typu barchan mierzy 213, 244 lub nawet 262 metrów wysokości. Jest wyjątkowo stara. Jej rozmiary i trwałość uczeni przypisują stabilności i sile sezonowych wiatrów, wiejących w wąwozie rzeki Szura-Ozeń. Wiek wydmy sprawia, że stała się ona swoistą ostoją flory pustynnej w tym rejonie. Już wydana w 1927 r. pierwsza monografia obiektu wymienia 94 gatunki rosnących tu roślin sucholubnych, w tym kilka endemicznych.
W latach 70. XX w. naukowcy zaczęli zabiegać o objęcie wydmy ochroną, gdyż zarówno wzrastający ruch turystyczny z nieodległej Machaczkały, jak i działalność gospodarcza (np. wypas bydła, zbiór ziół) zaczęły jej zagrażać. Od 1987 roku wydma znajduje się na terenie Rezerwatu Dagestańskiego.